# Mann von Gallagh

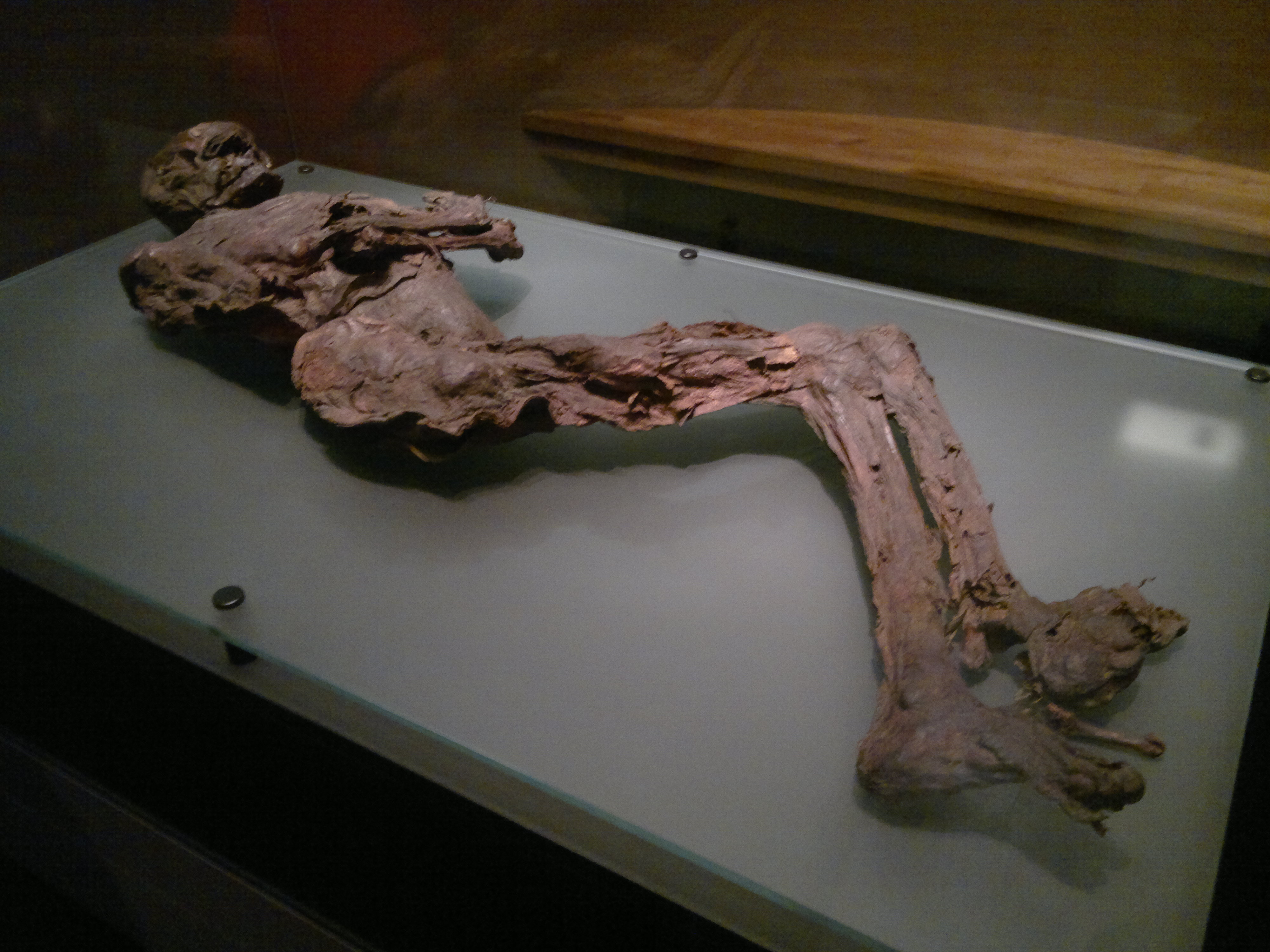
Der Mann von Gallagh im Irischen Nationalmuseum

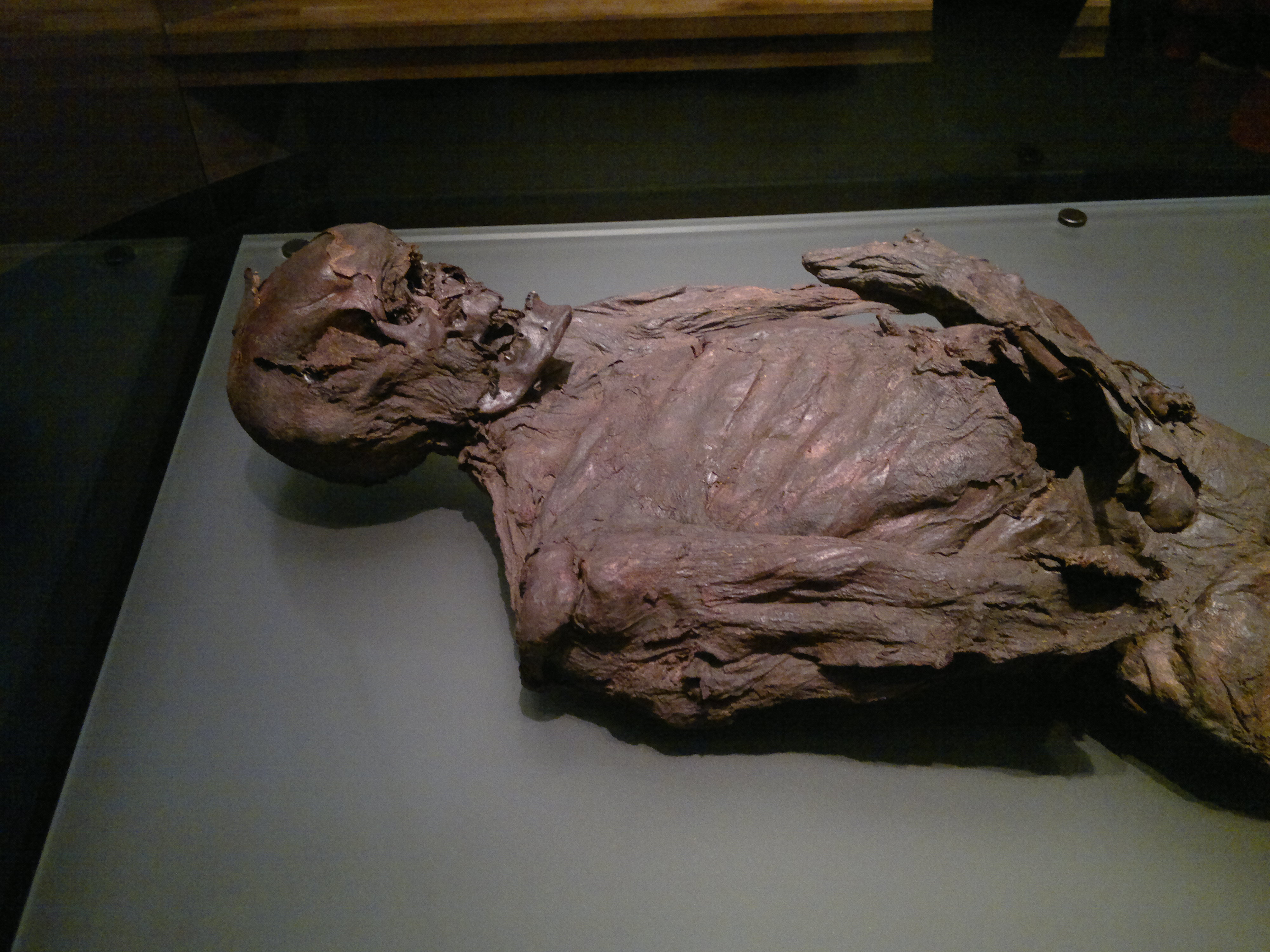
Der Oberkörper des Mannes von Gallagh

Der Mann von Gallagh ist eine eisenzeitliche Moorleiche, die 1821 bei Arbeiten in einem Moor bei Castleblakeney im Townland Gallagh (irisch Gallach) im County Galway in Irland gefunden wurde. Er wird im Irischen Nationalmuseum in Dublin aufbewahrt und war die erste nahezu vollständig erhaltene Moorleiche, die in einem Museum öffentlich gezeigt wurde.

Vermutlicher Fundort: 53° 26′ 8,8″ N, 8° 28′ 42,9″ W

## Befunde
Der Mann von Gallagh wurde 1821 in einer Tiefe von etwa 3 Metern unterhalb der Mooroberfläche gefunden. Der erwachsene Mann lag auf der linken Seite und war in einen knielangen Pelzumhang aus Rehfell gehüllt, der am Hals mit Schnüren geschlossen wurde. Um seinen Hals lag ein Stab aus Weide, der vermutlich zu einer, der Garrotte ähnlichen, Vorrichtung gehörte, mit der er erdrosselt wurde. Über ihm lagen zwei Stöcke, mit denen die Leiche im Morast niedergehalten wurde. Nach der Auffindung wurde er von den Findern wieder eingegraben und von Zeit zu Zeit für Schaulustige erneut ausgegraben. 1929 wurde der Fund an die Royal Dublin Society und anschließend an die Royal Irish Academy übersandt, wo sie durch Trocknung konserviert wurde. War die Leiche bei der Auffindung, nach Angaben der Finder, noch in einem außergewöhnlich guten Erhaltungszustand, so verschlechterte sich dieser durch das mehrfache Ein- und wieder Ausgraben sowie durch die Trocknung. Durch das Trocknen deformierte sich der Körper zunehmend und es lösten sich alle Haare aus der Haut. Von dem Pelzcape sind nur noch Fragmente erhalten.
Eine 14C-Datierung ergab, dass der Mann zwischen 470 und 120 v. Chr. verstorben ist.